# Lộc Thanh
Lộc Thanh là một xã thuộc thành phố Bảo Lộc, tỉnh Lâm Đồng, Việt Nam.

## Địa lý
Xã Lộc Thanh có vị trí địa lý:
- Phía đông và phía bắc giáp huyện Bảo Lâm
- Phía tây giáp phường Lộc Phát
- Phía nam giáp phường Lộc Sơn và xã Lộc Nga.

Xã Lộc Thanh có diện tích 21,49 km², dân số năm 2022 là 13.311 người, mật độ dân số đạt 619 người/km².

## Lịch sử
Ngày 11 tháng 7 năm 1994, Chính phủ ban hành Nghị định số 65-CP về việc chuyển xã Lộc Thanh thuộc huyện Bảo Lâm cũ về thị xã Bảo Lộc mới thành lập quản lý.
Ngày 8 tháng 4 năm 2010, Chính phủ ban hành Nghị quyết 19/NQ-CP về việc thành thành phố Bảo Lộc thuộc tỉnh Lâm Đồng. Xã Lộc Thanh trực thuộc thành phố Bảo Lộc.